# Gesta Treverorum
Die Gesta Treverorum (lateinisch für „Taten der Treverer“) ist eine die Geschichte Triers und der Trierer Kirche umfassende, in den letzten Jahren des 11. Jahrhunderts entstandene Sammlung von seit dem 10. Jahrhundert angelegten Geschichten, Sagen, Legenden, päpstlichen Schreiben und Aufzeichnungen.
Sie wurden von den Mönchen der Benediktinerabtei St. Matthias gesammelt, benutzten als Quelle das Annolied, welches wiederum auf einer um 1050 verfassten Hystoria mit trierischen Sagen und Legenden beruht. Die Aufzeichnung der Sammlung begann 1105 und wurde bis zum Ende des Kurfürstentums Trier 1794 fortgeführt. Herausgegeben – teilweise abschnittsweise – wurden die Gesta Treverorum unter anderem von Luc d’Achery (1675), Gottfried Wilhelm Leibniz (1698), Johann Georg von Eckhart (1723), Edmond Martène und Ursin Durand (1729), Augustin Calmet (1745) oder Johann Nikolaus von Hontheim (1757). Johann Hugo Wyttenbach legte 1836–39 eine erste kritische Edition in drei Bänden vor.
Mittelalterliche und frühneuzeitliche Abschriften der Gesta Treverorum haben sich in vielen europäischen Archiven erhalten.

## Ausgaben
- [von Eucharius bis 1122] Luc d’Achery (Lucas Acherius) (Hrsg.): Historia Trevirensis. In: Specilegium, Bd. XII Veterum aliquot scriptorum qui in Galliae bibliothecis, maxime Benedictinorum latuerant, specilegium. Carolus Savreux, Paris 1675, S. 196–251 (Google-Books)
  - Bd. II. 2. Aufl., hrsg. von Louis-François-Joseph de La Barre. Montalant, Paris 1723, S. 207–223 (Google-Books) (Nachdruck Gregg, Farnborough 1968)
- [von Trebeta bis 1132] Gottfried Wilhelm Leibniz (Hrsg.): Gesta Treverorum ab urbe condita usque ad ann. Ch. MCXXXII. Cap. I–LXXVII. In: Accessiones historicae, Bd. I. Nikolaus Förster, Hannover 1698, 4. Abschnitt, S. 1–124 (Digitalisat der Bayerischen Staatsbibliothek München)
  - (S. 24–124 wieder abgedruckt in:) Augustin Calmet (Hrsg.): Gesta Trevirorum, seu Historia Trevirensis. Caput XX–LXXVII. In: Histoire de Lorraine, Bd. I, Anhang Preuves servant à l’histoire de Lorraine, Bd. I. A. Leseure, Nancy 1745, Sp. v–lxj (Google-Books)
- [1132 bis 1259] Johann Georg von Eckhart (Hrsg.): Golscheri et Anonymi cuiusdam Gesta Archiepiscoporum Trevirensium ab anno 1132 usque ad annum 1259. continuata. In: Corpus historicum medii aevi, Bd. II. Johann Friedrich Gleditsch, Leipzig 1723, Sp. 2197–2238  (Google-Books)
- [880 (882) bis 1455] Edmond Martène, Ursin Durand (Hrsg.): Gesta Trevirensium archiepiscoporum ab anno Christi DCCCLXXX. ad annum MCCCCLV. Ex MS. codice insignis monasterii sancti Maximini und Appendix. In: Veterum Scriptorum Et Monumentorum Historicorum, Dogmaticorum, Moralium, Amplissima Collectio, Bd. IV Complectens Plures Scriptores Historicos De Rebus Præsertim Germanicis. Montalant, Paris 1729, Sp. 141–452 und 453–520 (Google-Books)
- [882 bis 1734] Johann Nikolaus von Hontheim (Hrsg.): Gesta Trevirorum ab anno DCCCLXXXII. ad annum MDCCXXXIV. Caput XLIII–CCXXVI mit Appendix I–II. In: Prodromus Historiæ Trevirensis diplomaticæ & pragmaticæ, Bd. II. Ignaz Adam Veith und Franz Anton Veith, Augsburg 1757, S. 731–948 und S. 949–965 (Google-Books)
- Johann Hugo Wyttenbach, Michael Franz Joseph Müller (Hrsg.): Gesta Trevirorum integra lectionis varietate et animadversionibus illustrata ac indice duplici instructa, nunc primum ed. (Patrologia Latina 154), Bd. I. Lintz, Trier 1836, Sp. 1064–1338 (Digitalisate:
  - bei der BNF Paris
  - beim Landesbibliothekszentrum Rheinland-Pfalz (Digitalisat der Universitätsbibliothek Trier)
  - bei archive.org)
- [von Trebeta bis 1132] Georg Waitz (Hrsg.): Gesta Treverorum. In: Monumenta Germaniae Historica. Scriptores 8 (1848), S. 111–200 (Digitalisat bei Monumenta Germaniae Historica)
  - (wieder abgedruckt) In: Jacques Paul Migne (Hrsg.): Patrologia Latina, Bd. CLIV. Migne, Paris 1853, Sp. 1064–1308 (bsb-muenchen.de)
- [1132 bis 1259] Georg Waitz (Hrsg.): Gesta Treverorum continuata. In: Monumenta Germaniae Historica. Scriptores 24 (1879), S. 368–488 (Digitalisat bei Monumenta Germaniae Historica)
- Emil Zenz (Hrsg.): Die Taten der Trierer. 8 Bände, Paulinus-Verlag Trier 1955–1965